# 은하제국
은하제국(銀河帝国, galactic empire)은 SF, 특히 스페이스 오페라 장르의 클리셰 중 하나이다. 은하 전체 규모의 제국으로서, 이러한 제국이 성립되거나 쇠락하는 과정이 이야기의 무대가 된다. 대개 주인공과 대립하는 반동적 존재들이다.
가장 유명한 예는 스타워즈의 은하제국이 있다.

## 은하제국이 나오는 작품들
- 스타워즈
- 은하영웅전설
- 파운데이션 시리즈
- 은하수를 여행하는 히치하이커를 위한 안내서